# 毛維壽

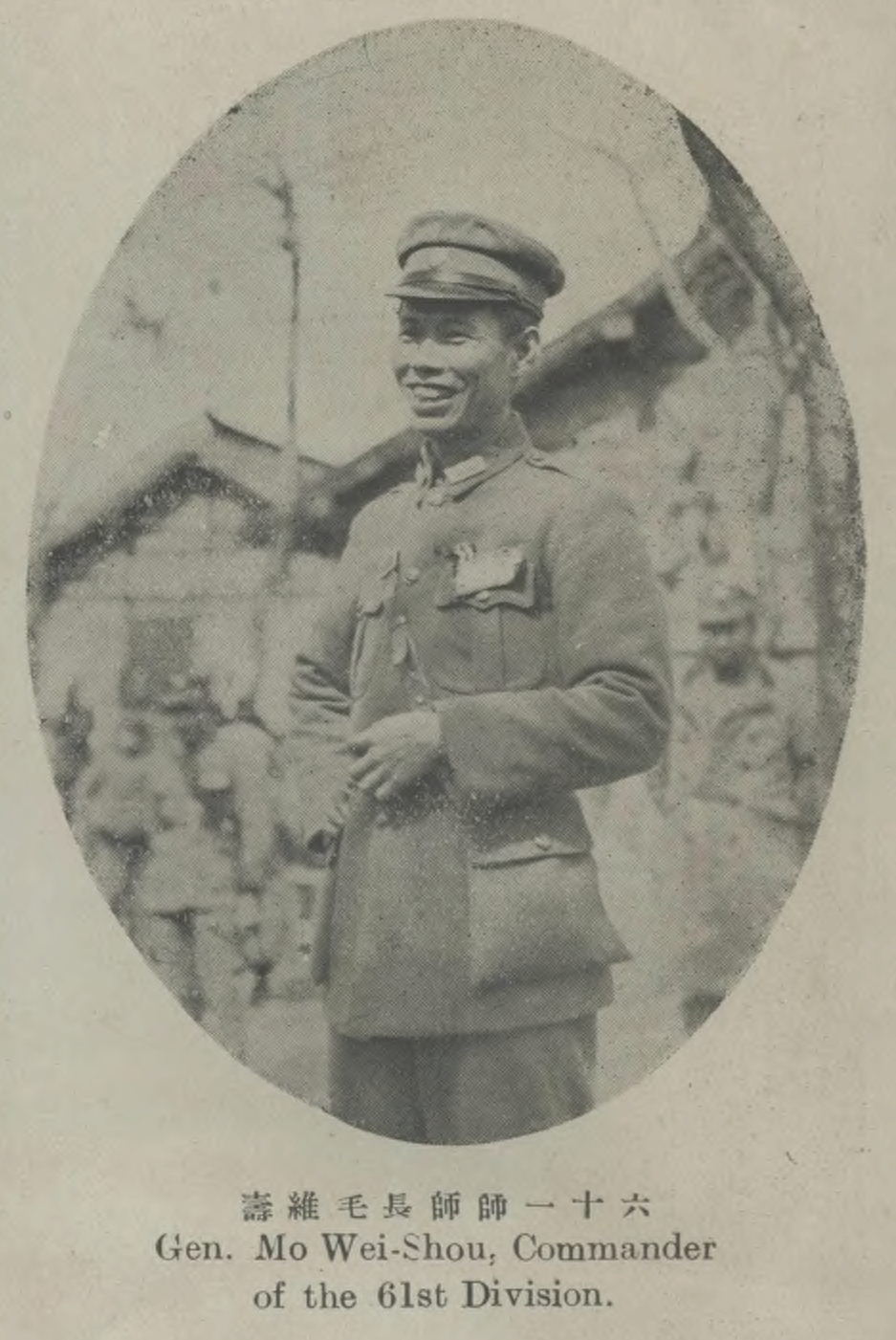
毛維壽

毛維壽（1892年—1937年），字祺勋，号考三，男，江西省峽江人，中華民國軍事人物。粤軍第一師軍官教育班出身。曾任國民革命軍十九路軍第61師師長。他所統領的該師，曾為一二八事變的中國方面軍隊，也曾為1933年閩變主力之一，隨後又於閩變期間依附蔣中正，為蔣中正平息閩變主因。但不久也被免去兵權，1936年委国民政府中央軍事參議院中將參議。時年冬，舊傷伤復發，醫治無效。逝于大華醫院，终年46歲。

## 生平
毛维寿是江西省峡江县巴邱镇毛家村人，父为晚清秀才，幼时常聆听父辈讲述先世毛伯温的故事。20岁时决计投笔从戎。1922年6月後先後参加了讨伐陈炯明的两次東征，以及讨伐滇、桂军阀杨希闵、刘震寰的战争。
毛維壽發跡於粵軍第一師。1926年粵軍第一師改編為國民革命軍第四軍，毛維壽仍為其中擔任高級指揮官。國民革命軍北伐中第四軍屢有戰果。於1930年中原大戰擊敗馮玉祥及閻錫山後擴編為十九路軍，蔣光鼐為總指揮，蔡廷鍇為軍長，毛維壽升任中將統帥61師。1931年九一八事變後，十九路軍調防上海，同時蔣介石受壓下野，南京政府由廣東派系主持，陳銘樞任京滬衛戍司令。1932年一二八事變，日本派陸戰隊登陸上海。毛維壽率十九路軍第61師奮起迎戰抵抗，因而成為聲名大噪的抗日軍隊。也因此，任該師總指揮的毛維壽也獲頒青天白日勳章。後來日本多番增援；蔣介石復出後，國軍亦派出中央軍共同作戰，最後事件以外交談判解決。隨後該師進入福建擔任剿共任務。1933年11月20日，閩變正式爆發，之後，蔣介石調八個師的陸軍入閩，他依附蔣中正，並宣佈擁護南京中央。該聲明為蔣中正平息閩變主因之一。之後，十九路軍的番號取消，部隊亦被分散收編，他於改編後的第七路軍擔任總指揮，並升任上將。